# 荊門軍
荆门军，中国五代十国时设置的一个军。
五代十国荆南改荆门县设置荆门军，治所在荆门县（今湖北省荆门市）。北宋开宝年间将长林县属入。包括今湖北省荆门市、当阳市。南宋端平年间治当阳县。元朝至元十四年（1277年）改为荆门府，后降为荆门州。